# 龍岡大操場
24°55′47″N 121°14′18″E / 24.9297903°N 121.2382115°E
龍岡大操場，為中華民國陸軍位於臺灣桃園市中壢區及平鎮區龍岡地區的體能訓練場，總面積達10公頃，外圍長1200公尺，內部設施包含5百公尺障礙場、司令臺、照壁及戰車展等。一說龍岡大操場由陸軍第一野戰軍團第4任司令羅友倫帶領工兵於1963年修建完成，惟報載1960年國軍運動大會即已於該操場舉辦開幕式及田徑比賽。

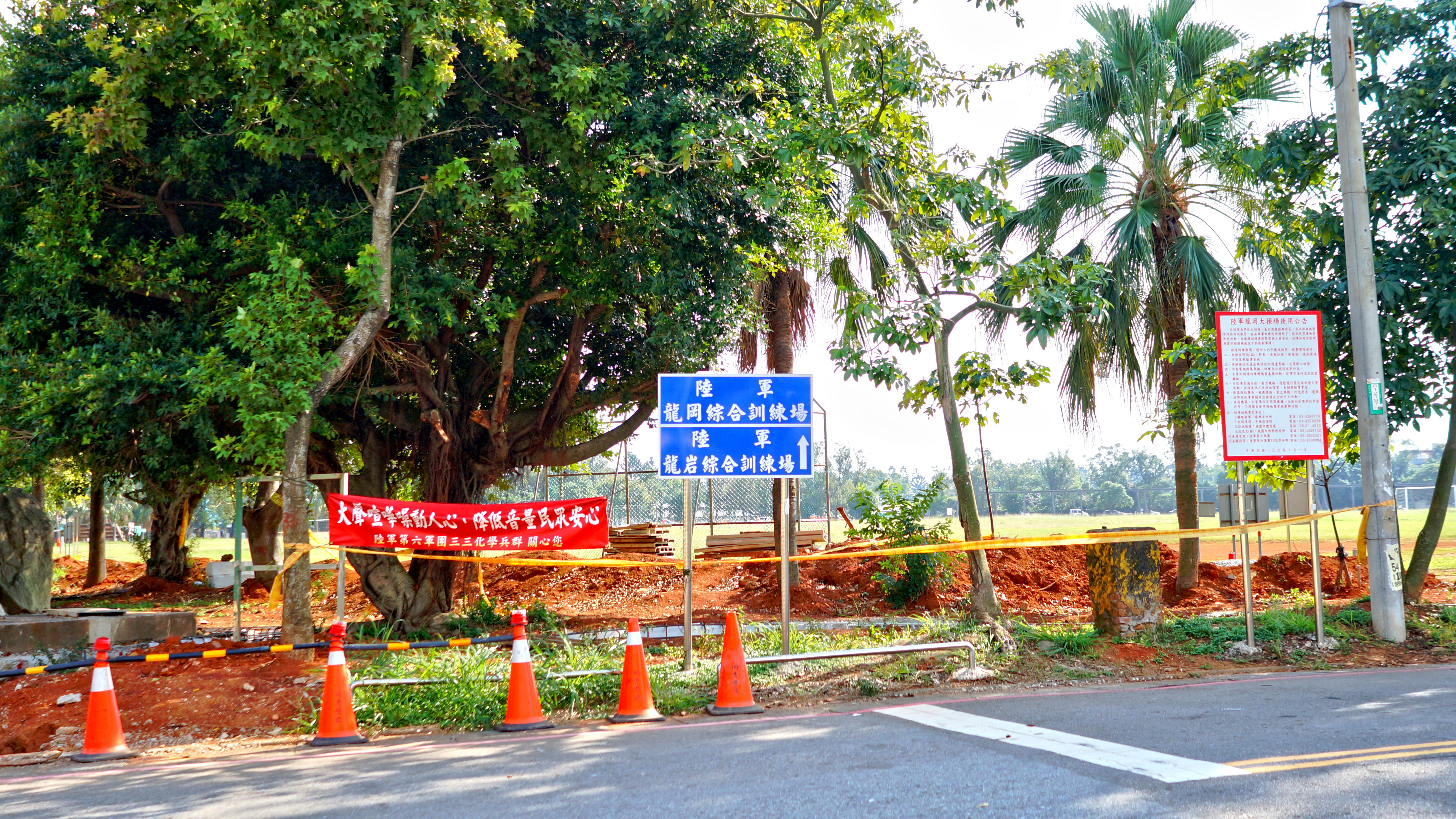
龍岡大操場

1976年，陸軍第一軍團變更番號為第六軍團，龍岡大操場由陸軍化學兵第三三群管理，除軍事訓練外，亦基於「全民國防」、「軍民一家」理念開放民眾使用，並曾借予桃園市政府辦理桃園眷村文化節及龍岡米干節等活動。2018年，陸軍第六軍團重新整修龍岡大操場，桃園市政府亦於該處興建籃排球場及天幕等運動設施。龍岡大操場遂成為龍岡一帶重要的休閒運動場地，惟部分民眾在利用該場地時缺乏公德心，2021年春節期間便曾有垃圾遍地及鞭炮噪音汙染之新聞。